# Jari Koenraat
Jari Koenraat (Loon op Zand, 26 september 1995) is een voormalig Nederlands profvoetballer die als rechtsbuiten, op amateurniveau, voor VV Dongen speelt.

## Carrière
Koenraat speelde voor de amateurclub VV Uno Animo, waar hij in 2016 vertrok om bij Jong RKC Waalwijk te spelen. Hij debuteerde voor het eerste elftal van RKC Waalwijk op 18 augustus 2017, in de met 0-2 verloren thuiswedstrijd tegen FC Emmen. Hij kwam in de 68e minuut in het veld voor Irvingly van Eijma. In het seizoen 2018/19 werd Koenraat een vaste waarde en scoorde hij zijn eerste doelpunt voor RKC tegen Almere City FC. Toen RKC in 2019 naar de Eredivisie promoveerde, kwam Koenraat niet meer aan spelen toe. In 2020 vertrok hij naar Blauw Geel '38. Sinds 2021 speelt hij voor VV Dongen.

### Statistieken
| Seizoen        | Club           | Land           | Competitie           | Competitie | Competitie | Beker | Beker | Totaal | Totaal |
| Seizoen        | Club           | Land           | Competitie           | Wed.       | Dlp.       | Wed.  | Dlp.  | Wed.   | Dlp.   |
| -------------- | -------------- | -------------- | -------------------- | ---------- | ---------- | ----- | ----- | ------ | ------ |
| 2016/17        | RKC Waalwijk   | Nederland      | Eerste divisie       | 0          | 0          | 0     | 0     | 0      | 0      |
| 2017/18        | RKC Waalwijk   | Nederland      | Eerste divisie       | 2          | 0          | 0     | 0     | 2      | 0      |
| 2018/19        | RKC Waalwijk   | Nederland      | Eerste divisie       | 14         | 1          | 3     | 0     | 17     | 1      |
| 2019/20        | RKC Waalwijk   | Nederland      | Eredivisie           | 0          | 0          | 0     | 0     | 0      | 0      |
| 2020/21        | Blauw Geel '38 | Nederland      | Derde divisie Zondag | 5          | 3          | 1     | 0     | 6      | 3      |
| 2021/22        | VV Dongen      | Nederland      | Derde divisie Zondag | 13         | 6          | 1     | 0     | 14     | 6      |
| Carrièretotaal | Carrièretotaal | Carrièretotaal | Carrièretotaal       | 34         | 10         | 5     | 0     | 39     | 10     |